# Salvia rosuae
Salvia rosuae là một loài thực vật có hoa trong họ Hoa môi. Loài này được Figuerola, Stübing & Peris miêu tả khoa học đầu tiên năm 1989 publ. 1990.